# 朝日スポーツ賞
朝日スポーツ賞（あさひスポーツしょう）は、朝日新聞社が制定するスポーツ界で権威のある賞。
スポーツの分野で優れた成果を挙げた個人または団体に贈られる。
年間の記録などをもとに審議し、受賞者を決定する。

## 歴史
1929年、朝日賞の一部門として創設。1975年には朝日賞から独立し、朝日体育賞として再出発した。1989年には受賞対象をプロにも拡大した。
最初の受賞者は競泳の入江稔夫である。また最初の女性受賞者は1933年の前畑秀子である。1937年は受賞者なし。1940年代半ばに中止になった時期があったが、1946年に山内リエが受賞。以降は1950 - 1951年の受賞者なしを除き、複数の競技者に授与されている。
2005年度より2009年までの5年間は、大賞に該当する「スーパーアスリート賞」が設けられ、高橋尚子、谷亮子、北島康介、イチローが受賞。この中でもイチローは2001年に、高橋尚子は小出義雄とともに2000年に「特別賞」に選出された。
2010年（平成22年）より、毎年1名または1組に授与されている。
2020年度は、新型コロナウイルス感染症の世界的流行などにより国内外で各種スポーツ大会が軒並み中止・延期になった影響を受けて日本スポーツ賞、ビッグスポーツ賞、報知プロスポーツ大賞は中止したが本賞は毎日スポーツ人賞とともに開催した。

## 2010年代の受賞者
2010年代より基本的に1名または1組に授与されている。
| 年     | 受賞者                                                   | ジャンル           | 備考                                                                                       |
| ------ | -------------------------------------------------------- | ------------------ | ------------------------------------------------------------------------------------------ |
| 2010年 | FIFAワールドカップ日本代表チーム                         | サッカー           | W杯南アフリカ大会で16強入り                                                                |
| 2011年 | FIFA女子ワールドカップ日本代表チーム「なでしこジャパン」 | サッカー           | W杯ドイツ大会で初優勝                                                                      |
| 2012年 | 吉田沙保里                                               | レスリング         | ロンドン五輪で3連覇を達成                                                                  |
| 2013年 | 東北楽天ゴールデンイーグルス                             | 野球               | プロ野球日本シリーズを初制覇                                                               |
| 2014年 | 羽生結弦                                                 | フィギュアスケート | ソチ五輪でアジア人男子初の金メダル                                                         |
| 2015年 | ラグビー日本代表                                         | ラグビー           | W杯イングランド大会で初めて1次リーグ3勝を達成                                              |
| 2016年 | 伊調馨                                                   | レスリング         | リオデジャネイロ五輪で女子個人種目史上初の4連覇                                            |
| 2016年 | 日本財団パラリンピックサポートセンター                   | パラリンピック     | パラリンピック競技団体の活動を支援                                                         |
| 2017年 | 桐生祥秀                                                 | 陸上競技           | 100m走で9秒98の日本新記録を樹立                                                            |
| 2018年 | 大坂なおみ                                               | テニス             | テニスの全米オープンで日本勢初となるシングルス4大大会初優勝                                |
| 2018年 | 日本ブラインドサッカー協会                               | サッカー           | 普及活動を通して「共生社会」への理解を促進                                                 |
| 2019年 | 渋野日向子                                               | ゴルフ             | ゴルフの全英女子オープンで日本勢として42年ぶりに海外メジャー大会を制覇                     |
| 2019年 | ラグビー日本代表                                         | ラグビー           | W杯日本大会で初の決勝トーナメントに進出、8強入りを達成                                     |
| 2020年 | アーモンドアイ                                           | 競馬               | 歴代最多の芝G1競走9勝を達成                                                                |
| 2020年 | 国枝栄                                                   | 競馬               | 歴代最多の芝G1競走9勝を達成                                                                |
| 2020年 | 一般社団法人スポーツを止めるな                           | その他             | 新型コロナウイルス感染症の影響でプレーする場を失った高校生たちが競技を続けられるように支援 |
| 2021年 | 大谷翔平                                                 | 野球               | 大リーグ・エンゼルスで投打の「二刀流」として著しい成績を残した                             |
| 2022年 | FIFAワールドカップ日本代表チーム                         | サッカー           | 7大会7回連続のワールドカップで初の2大会連続の16強入りを果たした                            |
| 2023年 | 野球WBC日本代表                                          | 野球               | ワールド・ベースボール・クラッシック（WBC）で3大会ぶり3度目の優勝を果たす                  |
| 2023年 | 北口榛花                                                 | 陸上競技           | 陸上世界選手権の女子やり投げで金メダルを獲得                                               |
| 2024年 | 岡慎之助                                                 | 体操               | パリ五輪の体操男子団体、個人総合、種目別鉄棒で金メダルに輝き、日本勢52年ぶり3冠を達成      |
| 2024年 | 上地結衣                                                 | 車いすテニス       | パリ・パラリンピック車いすテニス女子シングルスとダブルスで日本勢初の金メダルを獲得         |

## 歴代受賞者

### 競泳
- 入江稔夫（1929年）
- 鶴田義行（1930年）
- 牧野正蔵（1931年、1935年）
- 宮崎康二（1932年）
- 遊佐正憲（1932年、1935年、1936年）
- 豊田久吉（1932年）
- 横山隆志（1932年）
- 北村久寿雄（1933年）
- 前畑秀子（1933年、1988年）
- 清川正二（1933年）
- 根上博（1934年、1935年）
- 石原田愿（1935年）
- 杉浦重雄（1936年）
- 田口正治（1936年）
- 新井茂雄（1936年）
- 天野富勝（1938年）
- 古橋廣之進（1947年、1948年、1949年、2003年）
- 橋爪四郎（1948年）
- 浜口喜博（1949年）
- 丸山茂幸（1949年）
- 村山修一（1949年）
- 長沢二郎（1954年）
- 古川勝（1954年、1955年、1956年、1957年）
- 田中守（1954年）
- 長谷景治（1954年、1955年）
- 谷あつし（1954年、1955年）
- 石本隆（1955年、1957年）
- 鈴木弘（1955年）
- 後藤暢（1955年）
- 古賀学（1955年）
- 富田一雄（1957年）
- 石原勝記（1957年）
- 山中毅（1958年、1959年、1963年）
- 梅本利三（1959年）
- 藤本達夫（1959年、1962年、1963年）
- 福井誠（1959年、1963年）
- 見上勝紀（1959年）
- 田中聡子（竹宇治聡子）（1959年、1963年、2002年）
- 福島滋雄（1962年）
- 重松盛人（1962年）
- 佐藤好助（1962年）
- 高橋栄子（1963年）
- 岡部幸明（1963年）
- 田口信教（1972年）
- 青木まゆみ（1972年）
- 藤田明（1986年）
- 鈴木大地（1988年）
- 司東利恵（1991年）
- 岩崎恭子（1992年）
- 成田真由美（1996年、2000年、2004年）
- 北島康介（2002年、2003年、2004年、2008年スーパーアスリート賞）
- 柴田亜衣（2004年）

### 陸上
- 織田幹雄（1931年）
- 南部忠平（1931年）
- 大島鎌吉（1934年）
- 田島直人（1936年）
- 孫基禎（1936年）
- 山内リエ（1946年）
- 山田敬蔵（1953年）
- 浜村秀雄（1955年）
- 円谷幸吉（1963年）
- 重松森雄（1965年）
- 佐々木精一郎（1967年）
- 宇佐美彰朗（1970年）
- 君原健二（1974年）
- 青木正純（1977年）
- 瀬古利彦（1978年、1980年）
- 林香代子（立山香代子）（1981年）
- 室伏重信（1982年、1986年）
- 福岡陸上競技協会（代表：安川寛）（1985年）
- 児玉泰介（1986年）
- 伊藤国光（1986年）
- 中山竹通（1987年）
- 立石晃義（1988年）
- 溝口和洋（1989年）
- 青梅市陸上競技協会（代表：久保田克彦）（1990年）
- 谷口浩美（1991年）
- 森田修一（1991年）
- 山下佐知子（1991年）
- 谷川真理（1991年）
- 森下広一（1992年）
- 有森裕子（1992年、1996年）
- 浅利純子（1993年、1995年）
- 藤村信子（1996年）
- 鈴木博美（1997年）
- 伊藤真貴子（1997年）
- 高橋尚子（1998年、2000年特別賞、2005年スーパーアスリート賞）
- 土田和歌子（1998年、2004年）
- 山口衛里（1999年）
- 犬伏孝行（1999年）
- 小出義雄（2000年特別賞）
- 藤田敦史（2000年）
- 室伏広治（2001年、2004年）
- 末続慎吾（2003年）
- 野口みずき（2004年、2007年）
- 為末大（2005年）
- 桐生祥秀（2017年）

### 重量挙げ
- 南寿逸（1939年）
- 三宅義信（1959年、1961年、1962年、1963年、1964年、1968年）
- 山崎弘（1959年）
- 一ノ関史郎（1963年、1965年）
- 大内仁（1965年、1967年、1969年）
- 三宅義行（1969年）
- 細谷治朗（1977年）

### レスリング
- 石井庄八（1952年）
- 笹原正三（1954年、1956年）
- 池田三男（1956年）
- 渡辺長武（1962年、1964年）
- 市口政光（1962年、1964年）
- 堀内岩雄（1963年）
- 吉田義勝（1964年）
- 上武洋次郎（1964年、1968年）
- 花原勉（1964年）
- 吉田嘉久（1965年）
- 福田富昭（1965年）
- 金子正明（1966年、1967年、1968年）
- 中田茂男（1967年、1968年）
- 宗村宗二（1968年）
- 田中忠道（1969年）
- 森田武雄（1969年）
- 柳田英明（1970年、1972年）
- 藤本英男（1970年）
- 加藤喜代美（1972年）
- 高田裕司（1975年、1976年、1977年）
- 伊達治一郎（1976年）
- 佐々木禎（1977年）
- 富山英明（1978年、1984年）
- 朝倉利夫（1981年）
- 江藤正基（1983年）
- 宮原厚次（1984年）
- 小林孝至（1988年）
- 佐藤満（1988年）
- 吉田沙保里（2004年、2012年）
- 伊調馨（2004年、2016年）

### 卓球
- 西村登美江（1952年）
- 山脇静（1952年）
- 佐藤博治（1952年）
- 林忠明（1952年）
- 荻村伊智朗（1954年、1955年、1956年、1957年、1959年、1961年、1991年）
- 富田芳雄（1954年、1955年、1956年）
- 田舛吉二（1954年、1955年）
- 川井一男（1954年）
- 田中良子（1954年）
- 渡辺妃生子（1954年、1957年）
- 江口冨士枝（1954年、1957年、1959年）
- 後藤英子（1954年）
- 田中利明（1955年、1956年、1957年）
- 角田啓輔（1956年、1957年）
- 大川とみ（1956年、1957年）
- 宮田俊彦（1957年）
- 難波多慧子（1957年、1959年）
- 村上輝夫（1959年）
- 星野展弥（1959年、1961年）
- 成田静司（1959年）
- 山泉和子（伊藤和子）（1959年、1961年、1963年）
- 松崎キミ代（1959年、1961年、1963年）
- 岡田とみ（1961年）
- 関正子（1961年、1963年、1965年）
- 木村興治（1961年、1963年、1965年、1967年）
- 山中教子（1963年、1967年）
- 深津尚子（1965年、1967年）
- 長谷川信彦（1967年、1969年）
- 鍵本肇（1967年）
- 河野満（1967年、1969年、1977年）
- 河原智（1967年）
- 森沢幸子（1967年）
- 広田佐枝子（1967年）
- 伊藤繁雄（1969年）
- 笠井賢二（1969年）
- 田阪登紀夫（1969年）
- 井上哲夫（1969年）
- 小和田敏子（1969年、1971年）
- 今野安子（1969年、1971年）
- 大関行江（1971年）
- 大場恵美子（1971年）
- 浜田美保（1973年）
- 小野誠治（1979年）
- 小山ちれ（1994年）

### 体操
- 竹本正男（1954年、1960年、1964年、1966年）
- 田中敬子（1954年）
- 小野喬（1956年、1960年、1962年、1964年）
- 相原信行（1960年、1962年）
- 遠藤幸雄（1960年、1962年、1964年、1966年、1968年、1970年、1972年、1974年）
- 鶴見修治（1960年、1962年、1964年、1966年）
- 三栗崇（1960年、1962年、1964年、1966年）
- 山下治広（松田治広）（1962年、1964年、1966年）
- 安部和雄（1962年）
- 塚脇伸作（1964年、1966年、1968年）
- 早田卓次（1964年、1968年、1970年、1976年、1978年）
- 相羽好弘（1964年）
- 中山彰規（1966年、1968年、1970年、1972年）
- 加藤武司（1966年、1968年、1970年）
- 渡辺雅幸（1966年）
- 加藤沢男（1968年、1972年、1974年、1976年）
- 監物永三（1968年、1970年、1972年、1974年、1976年、1978年）
- 塚原光男（1968年、1970年、1972年、1974年、1976年、1978年）
- 本間二三雄（1970年、1974年）
- 笠松茂（1970年、1972年、1974年、1976年、1978年）
- 岡村輝一（1972年、1978年）
- 梶山広司（1974年、1976年、1978年）
- 藤本俊（1974年、1976年）
- 五十嵐久人（1976年）
- 清水順一（1978年）
- 白石伸三（1978年）
- 具志堅幸司（1981年、1984年）
- 森末慎二（1984年）
- 近藤天（1987年）
- 鹿島丈博（2003年、2004年）
- 米田功（2004年）
- 冨田洋之（2004年、2005年）
- 水鳥寿思（2004年）
- 塚原直也（2004年）
- 中野大輔（2004年）
- 内村航平（2009年）

### 登山
- 槙有恒（1956年）
- 今西寿雄（1956年）
- 千谷壮之助（1956年）
- 村木潤次郎（1956年）
- 徳永篤司（1956年）
- 日下田実（1956年）
- 小原勝郎（1956年）
- 辰沼広吉（1956年）
- 加藤喜一郎（1956年）
- 大塚博美（1956年）
- 松田雄一（1956年）
- 依田孝善（1956年）
- エベレスト日本女子登山隊（久野英子、田部井淳子ら15人）（1975年）
- 高橋通子（1979年）
- 早稲田大学K2登山隊（松浦輝夫・米本隆夫・大谷映芳・籔田晴重・山下松司・恵秀機・大杉直芳・衣川信行・高田隆一・岩田修・桜井克実・斉木和夫・小松義夫）（1981年）
- 北海道大学冬季ヒマラヤ遠征隊（有馬純・安間荘・越前谷幸平・下沢英二・浜名純・名越昭男・花井修・石村明也・小泉章夫・八木欣平・毛利立夫・清野啓介・志賀弘行・工藤哲靖・先川信一郎）（1983年）
- 群馬県冬期サガルマータ南西壁登山隊（1994年）
- 日本大学エベレスト登山隊（1995年）
- 東海大学K2登山隊（2006年）

### バレーボール
- 大松博文（1962年、1964年）
- 河西昌枝（1962年、1964年）
- 増尾光枝（1962年）
- 宮本恵美子（1962年、1964年）
- 谷田絹子（1962年、1964年）
- 半田百合子（1962年、1964年）
- 松村好子（1962年、1964年）
- 松村勝美（1962年、1964年、1967年）
- 青木洋子（1962年）
- 山田暉子（1962年、1967年）
- 本田憲子（1962年）
- 磯辺サダ（1962年、1964年）
- 篠崎洋子（1962年、1964年、1967年）
- 佐々木節子（1964年、1967年）
- 藤本佑子（1964年）
- 近藤雅子（1964年）
- 渋木綾乃（1964年）
- 吉田節子（1967年）
- 熊坂和香子（1967年）
- 岩原豊子（1967年）
- 小野沢愛子（1967年）
- 芳賀栄子（1967年）
- 生沼スミエ（1967年）
- 高山鈴江（1967年）
- 宍倉邦枝（1967年）
- 松平康隆（1972年）
- 中村祐造（1972年）
- 南将之（1972年）
- 猫田勝敏（1972年、1976年）
- 木村憲治（1972年）
- 森田淳悟（1972年）
- 横田忠義（1972年）
- 大古誠司（1972年）
- 佐藤哲夫（1972年）
- 嶋岡健治（1972年）
- 深尾吉英（1972年）
- 野口泰弘（1972年）
- 西本哲雄（1972年）
- 山田重雄（1974年、1976年）
- 飯田高子（1974年、1976年）
- 古田敏美（1974年）
- 斎藤春枝（1974年）
- 小山光枝（1974年）
- 前田悦智子（1974年）
- 岡本真理子（1974年、1976年）
- 白井貴子（1974年、1976年）
- 会田きよ子（1974年）
- 金坂克子（1974年、1976年）
- 荒木田裕子（1974年、1976年）
- 矢野広美（1974年、1976年）
- 横山樹理（1974年、1976年）
- 前田悦智子（1976年）
- 松田紀子（1976年）
- 加藤きよみ（1976年）
- 吉田真理子（1976年）
- 高柳昌子（1976年）
- 前田豊（1985年）
- 全国家庭婦人バレーボール連盟（1994年）

### 柔道
- 中谷雄英（1964年）
- 岡野功（1964年、1965年）
- 猪熊功（1964年、1965年）
- 松田博文（1965年）
- 重岡孝文（1967年）
- 湊谷弘（1967年、1969年）
- 丸木英二（1967年）
- 佐藤宣践（1967年、1973年）
- 松永満雄（1967年）
- 園田義男（1969年）
- 園田勇（1969年、1976年）
- 笹原富美雄（1969年）
- 須磨周司（1969年）
- 篠巻政利（1969年）
- 川口孝夫（1971年、1972年）
- 津沢寿志（1971年）
- 藤猪省三（1971年、1973年、1975年）
- 野村豊和（1972年、1973年）
- 関根忍（1972年）
- 南喜陽（1973年）
- 高木長之助（1973年）
- 二宮和弘（1973年、1976年）
- 上村春樹（1975年、1976年）
- 山下泰裕（1978年、1981年、1983年、1984年）
- 香月清人（1979年）
- 遠藤純男（1979年）
- 柏崎克彦（1981年）
- 森脇保彦（1981年）
- 斉藤仁（1983年、1984年、1988年）
- 日陰暢年（1983年、1985年）
- 中西英敏（1983年）
- 細川伸二（1984年、1985年）
- 松岡義之（1984年）
- 山口香（1984年）
- 正木嘉美（1985年）
- 須貝等（1985年、1987年）
- 小川直也（1987年、1989年）
- 岡田弘隆（1987年）
- 山本洋祐（1987年）
- 古賀稔彦（1989年、1992年）
- 越野忠則（1991年）
- 吉田秀彦（1992年）
- 園田隆二（1993年）
- 中村行成（1993年）
- 中村佳央（1993年）
- 田村亮子（谷亮子）（1993年、2000年、2001年、2004年、2007年スーパーアスリート賞）
- 秀島大介（1995年）
- 野村忠宏（1996年、2000年、2004年）
- 中村兼三（1996年）
- 恵本裕子（1996年）
- 阿武教子（1997年、2004年）
- 篠原信一（1999年）
- 瀧本誠（2000年）
- 井上康生（2000年）
- 鈴木桂治（2003年、2004年）
- 内柴正人（2004年）
- 谷本歩実（2004年）
- 上野雅恵（2004年）
- 塚田真希（2004年）

### バドミントン
- 小宮淳宏（1966年）
- 福井正康（1966年）
- 高木紀子（1966年、1969年）
- 横山満子（1966年）
- 横井文子（1966年）
- 天野博江（1966年、1969年）
- 後藤和子（1966年）
- 高橋とも子（1966年、1969年）
- 湯木博恵（1969年、1977年、1978年）
- 相沢マチ子（1969年）
- 竹中悦子（1969年）
- 栂野尾悦子（1977年）
- 植野恵美子（1977年、1978年）
- 近藤小織（1978年、1981年）
- 徳田敦子（1978年、1981年）
- 高田幹子（1978年、1981年）
- 米倉よし子（1978年、1981年）
- 小飼栄一（1981年）
- 池田信孝（1981年）
- 東海林文子（1981年）
- 北田スミ子（1981年、1989年）
- 大塚ソノ江（1981年）
- 高峯和子（1981年）
- 陣内貴美子（1981年）

### スピードスケート
- 鈴木惠一（1970年）
- 黒岩彰（1983年、1987年）
- 北沢欣浩（1984年）
- 橋本聖子（1988年）
- 清水宏保（1998年）
- 西谷岳文（1998年）

### スキー
- 笠谷幸生（1972年）
- 三ヶ田礼一（1992年）
- 河野孝典（1992年）
- 荻原健司（1992年、1994年）
- 岡部孝信（1995年、1998年）
- 里谷多英（1998年）
- 船木和喜（1998年）
- 斎藤浩哉（1998年）
- 原田雅彦（1998年）
- 三浦敬三（2004年）

### ヨット
- 堀江謙一（1974年）
- 小林則子（1975年）
- 甲斐幸（1979年）
- 小宮亮（1979年）
- 小沢吉太郎（1981年）
- 大儀見薫（1987年）- メルボルン・大阪間の太平洋縦断ヨットレースを企画し、優勝した西武百貨店取締役[5]
- 重由美子（1996年）
- 木下アリーシア（1996年）

### サッカー
- 釜本邦茂（1975年）
- 落合弘（1979年）
- 堀田哲爾（1987年）
- 川淵三郎（1993年）
- サッカー日本代表チーム（1997年）
- 綾部美知枝（1998年）
- 小嶺忠敏（2000年）
- 2002FIFAワールドカップ日本代表チーム（2002年）
- 日本サッカー協会（会長：岡野俊一郎）（2002年）
- 中田英寿（2006年）
- 2010FIFAワールドカップ日本代表チーム（2010年）
- 2011FIFA女子ワールドカップ日本代表チーム「なでしこジャパン」（2011年）
- 日本ブラインドサッカー協会（2018年）

### ラグビー
- 坂田好弘（1975年）
- 北島忠治（1976年）
- 岡仁詩（1981年）
- 新日本製鉄釜石製鉄所ラグビー部（1982年）
- 大西鉄之祐（1985年）
- 大阪ラグビースクール（校長：阿部幸作）（1987年）
- 神戸製鋼ラグビー部（1995年）
- 2015ラグビーワールドカップ日本代表チーム（2015年）

### 野球
- 島岡吉郎（1975年）
- 坪井忠郎（1980年）
- 香椎瑞穂（1984年）
- 小島仁八郎（1987年）
- 村田兆治（1990年）
- 森祇晶（1991年）
- イチロー（1994年、2001年特別賞、2009年スーパーアスリート賞）
- 郷司裕（1999年）
- 長嶋茂雄（2001年）
- 牧野直隆（2002年）
- 星野仙一（2003年）
- 野茂英雄（2005年）
- 王貞治（2006年）
- 神戸コスモス（2006年）
- 東北楽天ゴールデンイーグルス（2013年）
- 大谷翔平（2021年）

### 市民スポーツ
- 沢登貞行（1975年）
- 神戸市垂水区団地スポーツ協会（会長：蓮沼良造）（1977年）
- 熊本走ろう会（会長：加地正隆）（1978年）
- 梅村清明（1979年）
- 挽地喬子（1979年）
- 松任スタークラブ（代表：山田三吉）（1981年）
- 八幡八郎（1982年）
- 社団法人日本歩け歩け協会（会長：金子智一）（1984年）
- 川内村体育協会（会長・川内村村長：遠藤一雄）（1986年）
- 岩手県大東町体育協会（会長：金康弘）（1988年）
- 京都障害者スポーツ振興会（1995年）

### 探検
- 植村直己（1976年）
- 舟津圭三（1990年）
- 大場満郎（1997年）

### 相撲
- 田中英寿（1978年）
- 千代の富士貢（1989年）
- 朝青龍明徳（2005年）

### テニス
- 中牟田喜一郎（1980年）
- 木田英夫（1983年）
- 伊達公子（1996年）
- 国枝慎吾（2007年）
- 杉山愛（2009年）
- 大坂なおみ（2018年）

### ゴルフ
- 服部道子（1985年）
- 竹田昭夫（1997年）
- 青木功（2001年）
- 丸山茂樹（2002年）
- 伊沢利光（2002年）
- 宮里藍（2005年）
- 石川遼（2007年）
- 渋野日向子（2019年）

### フィギュアスケート
- 伊藤みどり（1989年）
- 佐藤有香（1994年）
- 荒川静香（2004年、2006年）
- 安藤美姫（2007年）
- 浅田真央（2008年）
- 羽生結弦（2014年）

### パラリンピック
- 長野パラリンピックメダリストの皆さん（志鷹昌浩・大日方邦子・小林深雪・武田豊・渡辺敏貴・松江美季・土田和歌子ら伴走者を含む20人）（1998年）
- シドニーパラリンピック日本選手金メダリスト（成田真由美・奈良恵里加・加藤作子・藤田多佳子・酒井喜和・河合純一・中條泰治・杉田好士郎・藤本聰・荒井のり子・前場一也・葭原滋男・水沢耕一）（2000年）
- トリノパラリンピック金メダリストの皆さん（大日方邦子・井口深雪・小林卓司）（2006年）
- 日本財団パラリンピックサポートセンター（2016年）

### シンクロナイズドスイミング
- 井村雅代（2001年）
- 立花美哉（2001年）
- 武田美保（2001年）

### その他
- 西竹一（1932年） - 馬術
- 桜井孝雄（1964年） - ボクシング
- 生井けい子（1975年） - バスケットボール
- 鈴木良徳（1978年） - オリンピック運動
- 小林定義（1979年） - ホッケー
- 豊根弓友会（代表：田原長衛）（1980年） - 弓道
- 須藤武幸（1982年） - ボート
- 竹内愛子（1983年） - 婦人スポーツ
- 蒲池猛夫（1984年） - 射撃
- 松下和幹（1986年） - アーチェリー
- 山崎鏡子（1988年） - ラジオ体操におけるピアノ伴奏
- 黒田善雄（1988年） - スポーツ医科学
- 矢田香子（1989年） - バスケットボール
- 篠竹幹夫（1990年） - アメリカンフットボール
- 武豊（1999年） - 競馬
- 山野井泰史（2002年） - アルパイン・クライミング
- 宇津木妙子（2005年） - ソフトボール
- ソフトボール北京オリンピック日本代表（2008年）
- 田口弘（2009年） - 日本スリーデーマーチ
- アーモンドアイ(2020年) - 競馬
- 国枝栄（2020年）- 競馬
- 一般社団法人スポーツを止めるな（2020年）